# César imperator

César imperator est le deuxième volet du roman historique Caesar, écrit par Colleen McCullough en 1997. Il a été publié en français aux Éditions L'Archipel en 2001. Le premier volet est La Conquête gauloise. La suite en est César et Cléopâtre.
Il s'agit du huitième roman de la fresque historique Les Maîtres de Rome.

## Résumé
Le roman raconte l'histoire de la République romaine de 51 à 48 av. J.-C.. En 51 av. J.-C., César, toujours en Gaule, a l'intention de redevenir consul dans deux ans malgré l'opposition des Boni (faction ultra-conservatrice du Sénat). En attendant, il tente de mettre fin à la guerre des Gaules. La prise d'Uxellodunum, capitale des Cadurques, la termine presque. Pour qu'elle ne reprenne pas un jour, il fait couper les mains des 4000 Gaulois qui ont défendu la ville afin qu'ils servent d'exemple aux autres.
Les attaques des Boni contre César s'accentuent en 50. Au Sénat, ils réussissent à faire voter une loi le privant de 2 légions. À la fin de l'année, ils décrètent que César doit licencier ses armées et rentrer à Rome sans aucune fonction pour qu'il soit jugé et condamné pour trahison.
César n'est pas prêt à accepter cela. Au début de 49, il entre en Italie à la tête de ses hommes et commence à occuper le territoire. Paniqués, les Boni quittent Rome et donnent le commandement suprême des armées à Pompée. Celui-ci, cependant, ne semble pas prêt à affronter César, même si celui-ci n'a pour le moment qu'une seule légion. Il lui laisse même l'Italie et embarque pour la Grèce avec ses légions et les sénateurs qui lui sont restés fidèles. César tente de le rattraper puis rentre à Rome. L'Italie lui appartient mais plusieurs parties de l'empire comme l'Hispanie, l'Afrique et l'Orient restent entre les mains de ce que l'on appelle maintenant les pompéiens.
Avant de poursuivre Pompée en Grèce, César veut d'abord neutraliser les troupes de son adversaire en Hispanie. Après avoir pris possession du Trésor romain (que les Boni avaient oublié d'emporter), il se dirige avec ses légions vers cette région de l'empire. Sa première étape est Massilia, qui a préféré donner son allégeance à Pompée. Il l'assiège mais le siège dure tout de même quelques mois et, en attendant, il entre en Hispanie. Il fait capituler les troupes pompéiennes sans qu'il y ait de véritables combats et peut retourner à temps à Massilia pour assister à sa reddition. De mauvaises nouvelles l'attendent à Rome. Curion, qui devait pacifier l'Afrique, est mort tué dans un combat. L'Afrique est donc toujours aux mains des pompéiens. De plus, à Placentia, la IXe légion se mutine. César réussit à la faire rentrer dans le rang mais il reste profondément touché par cet événement.
Après s'être fait nommer consul, il débarque en Grèce malgré la surveillance de la flotte de Bibulus. Bien qu'ayant le nombre pour lui, Pompée n'ose l'attaquer et préfère attendre des renforts. Pendant 6 mois, les deux adversaires se font face à Dyrrachium. César, à la surprise de Pompée, fait même construire une circonvallation autour de son camp. Mais celui-ci profite d'une faiblesse de son installation au sud pour l'attaquer sur ce point. Pompée remporte la bataille mais laisse César repartir sans être inquiété.
César lève le camp et se dirige vers la Thessalie, suivi par Pompée. À Pharsale, ils sont de nouveau face à face et c'est de nouveau la bataille. Cette fois, Pompée est écrasé. Fuyant les armées de César et laissant ses hommes se rendre, il se dirige vers l'Égypte, où il est assassiné par un mercenaire du roi Ptolémée.

## Les principaux personnages
- Jules César : homme politique romain.
- Pompée : adversaire de César.
- Marcus Tullius Cicéron : politicien et avocat romain.
- Marcus Porcius Caton : membre des Boni.
- Metellus Scipion : membre des Boni.
- Titus Labienus : adjoint militaire de Pompée.
- Marcus Calpurnius Bibulus : membre des Boni.
- Servilia Caepionis : ancienne maîtresse de César.
- Marcus Junius Brutus : membre des Boni. Fils de la précédente.
- Porcia : fille de Caton et femme de Bibulus. Amoureuse de Brutus.
- Caius Cassius : ami de Brutus. Membre des Boni.
- Cnaeus Pompeius : fils aîné de Pompée.
- Sextus Pompée : fils cadet de Pompée.
- Calpurnia : femme de César.
- Caius Trebonius : légat de César.
- Decimus Brutus : légat de César.
- Marc Antoine : cousin et légat de César.
- Aulus Hirtius : fonctionnaire au service de César.
- Caius Fabius : légat de César.
- Caius Scribonius Curion : tribun au service de César.
- Fulvia : femme du précédent.
- Marcus Aemilius Lepidus : préteur en -49. Allié de César.
- Caius Octavius : petit-neveu de César.
- Cléopâtre : reine d'Égypte.
- Ptolémée : roi d'Égypte. Frère de la précédente.
- Potheios : chambellan d'Égypte.
- Théodotos : pédagogue de Ptolémée.
- Achillas : général égyptien.

## Édition française
- Colleen McCullough. César imperator. Éditions L'Archipel. 2001. 416 p.